# イノシトールリン酸ホスファターゼ
イノシトールリン酸ホスファターゼ(Inositol-phosphate phosphatase、EC 3.1.3.25)は、以下の化学反応を触媒する酵素である。
イノシトールリン酸 + 水{\displaystyle \rightleftharpoons }イノシトール + リン酸
従って、この酵素の基質はイノシトールリン酸と水の2つ、生成物はイノシトールとリン酸の2つである。
この酵素は加水分解酵素に分類され、特にリン酸モノエステル結合に作用する。系統名は、ミオイノシトールリン酸 ホスホヒドロラーゼ(myo-inositol-phosphate phosphohydrolase)である。
この酵素は、ストレプトマイシンの生合成、イノシトールリン酸の代謝、イノシトールリン脂質によるシグナル伝達の3つの代謝経路に関与している。